# Marketing de género
El marketing de género es un enfoque de la comercialización de productos y servicios basado en la estructura sociocultural que define los estereotipos de hombres y mujeres. El objetivo principal es el desarrollo y la distribución de productos en función de las necesidades propias de cada género. Esto también incluye las medidas publicitarias o la promoción que tiene como referencia el comportamiento de compra del género respectivo. Al hacerlo, no se refuerzan necesariamente los roles y estereotipos de género tradicionales, sino que se tienen en cuenta los nuevos desarrollos y diseños de género en los lugares (compárese con Identidades de género no binarias).

## Planteamiento
Las mujeres y los hombres tienen diferentes planes y estructuras de vida, además de tomar decisiones de compra distintas. Esto se debe tener en cuenta a la hora de desarrollar una estrategia de marketing. Por tanto, los roles de género ya no son sólo una cuestión social, sino que el marketing de género los considera un importante factor económico. Los coches específicos para mujeres se conocen desde hace mucho tiempo, pero es importante no anunciarlos como tales. Un mismo tipo de vehículo, por ejemplo los llamados SUV, es preferido por diferentes grupos de compradores. En el caso de los hombres, se trataba de personas mayores y adineradas de la ciudad que querían mostrar una especie de cercanía civilizada a la naturaleza. Los SUV, en cambio, eran populares entre las mujeres de clase media que simplemente encuentran agradable la facilidad de uso y la posición elevada del asiento.

## Investigación y desarrollo
Aunque, según estudios estadounidenses, las mujeres toman más del 80% de las decisiones de consumo privado, en muchos países europeos todavía no se las toma suficientemente en serio como clientes. En muchos sectores falta una oferta de productos adecuada y las estructuras de distribución aún necesitan una gran cantidad de ajustes. Las mujeres se sienten confrontadas con la publicidad cliché en la televisión, en la radio o en el cine. A menudo buscan en vano el asesoramiento profesional, ya sea en cuestiones financieras, al comprar un coche o en relación con otras compras importantes.
Joan Acker critica, desde una perspectiva sociológica, que existe una nivelación de los roles de género en la investigación y la aplicación que ignora los procesos socio-psicológicos de poder y subyugación. Llama a esta orientación "régimen de género", que reduce sistemáticamente la divergencia de poder y control y las posiciones menos poderosas al aspecto de género, es decir, a un orden del mundo supuestamente "natural" según el género. En cambio, habría que incluir las fuerzas igualmente efectivas de la raza, la clase, la sexualidad, la religión, la edad, las capacidades físicas -es decir, la complejidad de la acción en los grupos humanos- para examinar las fuerzas monodominantes en las organizaciones y la sociedad. Sólo entonces, según Acker, se puede entender la desigualdad provocada por la falta de oportunidades, la exclusión, la diferente remuneración, la diferente valoración del rendimiento laboral y otras.
En los estudios económicos se hace referencia, entre otras cosas, al fenómeno conocido como la "contaminación de género". Connotar los productos puramente en función al género femenino tiende a limitar su atractivo. Porsche, por ejemplo, tuvo un gran problema con la marca cuando introdujo el Cayenne porque los compradores tradicionales de Porsche percibieron la introducción de un SUV como algo perjudicial para su imagen. La empresa reaccionó con varias medidas para recuperar la imagen originalmente muy masculina. Por el contrario, las mujeres están más dispuestas a aceptar un cambio de imagen de mujer a hombre. La marca de cigarrillos Marlboro, por ejemplo, era originalmente un producto muy específico para las mujeres. La agencia Leo Burnett desarrolló el Marlboro Man en la década de 1950 para establecer la marca también entre los hombres, pero las mujeres no se dejaron disuadir.

## Marketing de género aplicado
El marketing de género, en la tradición de la integración de la perspectiva de género, pretende que las empresas sean sensibles a las diferencias de género. Esto puede hacerse mediante diversas formas de coaching personal o consultoría de gestión. Se tiene en cuenta la estructura interna de la empresa, el análisis del grupo objetivo y la propia oferta, y se abordan las estructuras de personal y los procesos de trabajo, así como la orientación de las estrategias de marketing en general.
El hecho de que una empresa establezca nuevos procesos en materia de marketing de género no significa que la estrategia de marketing con perspectiva de género vaya a funcionar en la práctica. Una y otra vez, los lanzamientos de productos o las campañas publicitarias dan lugar a opiniones negativas que se difunden a través de las redes sociales.[cita requerida] Sin embargo, algunos ejemplos de buenas prácticas de empresas conocidas demuestran que el marketing de productos en el contexto del marketing de género funciona. En 2010, por ejemplo, el fabricante Bosch comercializó un atornillador sin cable que también debería atraer a las mujeres sin recurrir demasiado a los anticuados clichés de roles.[cita requerida]